# Balaban, Halfeti
Balaban là một xã thuộc huyện Halfeti, tỉnh Şanlıurfa, Thổ Nhĩ Kỳ. Dân số thời điểm năm 2011 là 611 người.